# 麻煩彈開
麻煩彈開，是香港女歌手詹天文於2024年推出的粵語單曲（包含英語饒舌詞），由Alina Smith、Annalise Morelli、Jordyn Kane作曲，林寶填詞。

## 創作與製作
麻煩彈開是香港女歌手詹天文的第三首個人單曲，與前作大雕刻家相隔半年。
作曲方面，起用了三位外籍女性音樂人Alina Smith、Annalise Morelli、Jordyn Kane的聯合創作，她們具創作K-Pop的經驗，而此歌亦走K-Pop風格。填詞則由本地詞人林寶負責。歌名意思為把「麻煩」彈走，歌詞主題是應對生活上麻煩事物的態度。

## 發行
此歌於2024年7月15日起陸續派至各電台，同日在各音樂串流平台數碼發售。

## 音樂影片與宣傳
歌曲發行前預先發表的宣傳照（單曲封面照）受到了注意，該硬照中的詹天文被多把手槍指着，與電影《殺神John Wick 2》的一款海報設計相似。  
音樂影片於2024年7月15日晚於YouTube發布。除了詹天文本人，影片有藝人黃星綽參演，片中詹天文有射箭及與多名槍手持槍對峙的場面。

## 迴響
此歌發行兩小時後，曾在iTunes的香港音樂榜登上首位。音樂影片發布約一個月後，點擊率超過一百萬。

### 派台榜單成績
| 週數 | 香港 2024年                   | 香港 2024年           | 香港 2024年  | 香港 2024年 |
| 週數 | 香港電台第二台 中文歌曲龍虎榜 | 新城知訊台 勁爆流行榜 | TVB 勁歌金榜 |             |
| 週數 | 名次                          | 名次                  | 名次         |             |
| ---- | ----------------------------- | --------------------- | ------------ | ----------- |
| 31   | -                             | 16                    | 14           |             |
| 32   | -                             | 10                    | 12           |             |
| 33   | 13                            | 7                     | 13           |             |
| 34   | 12                            | 3                     | 11           |             |
| 35   | 14                            | -                     | 9            |             |
| 36   | 11                            | -                     | 5            |             |
| 37   | 5                             | -                     | 3            |             |
| 38   | 2                             | -                     | 2            |             |
| 39   | 5                             | -                     | 1            |             |
| 40   | 7                             | -                     | -            |             |

## 備註
1. ↑  來源稱三人來自法國，有誤，應為美國。